# Daniel Petrie
Daniel Petrie (Glace Bay, Canadá, 1920-Los Ángeles, EE. UU., 2004) fue un director de cine y televisión de origen canadiense. Prosiguió su trabajo en Estados Unidos, país adonde emigró en 1945. Falleció en Los Ángeles en 2004.

## Trayectoria
Daniel Petrie empezó a trabajar para el cine y la televisión canadiense. A la mitad de su vida, en 1945, se trasladó a Hollywood, y desarrolló extensamente su carrera hasta 2001, tanto en el cine como en la TV.
Si bien aparecen pocos datos sobre su trabajo, aún se le recuerda especialmente por un film sólidamente construido: Un lunar en el sol (A Raisin in the Sun). El crítico francés Georges Sadoul lo resaltó en su importante Historia del cine mundial, porque narra aspectos cotidianos de una familia afroamericana. Un lunar en el sol partía de una pieza teatral de la dramaturga afroamericana Lorraine Hansberry, la cual había tenido gran éxito tras su estreno en 1959. Cuando Petrie la rodó, en 1961, empezó a abordarse abiertamente en el cine la difícil vida de los africanos de América, incluyendo su lucha contra el racismo. Está considerado oficialmente como un documento importante de la vida e historia estadounidenses.

## Filmografía
- The Bramble Bush (El zarzal, 1960), con Richard Burton.
- A Raisin in the Sun (Un lunar en el sol, 1961), con Sidney Poitier.
- The Main Attraction (1962).
- Stolen Hours (1963).
- The Idol (1966).
- The Spy with a Cold Nose (1966).
- Moon of the Wolf (1973).
- The Neptune Factor (1973).
- The Gun and the Pulpit (1974).
- Buster and Billie (1974).
- Eleanor and Franklin (1976).
- Lifeguard (1976).
- Sybil (1976).
- Eleanor and Franklin: The White House Years (1977).
- The Betsy (1978).
- Resurrection (1980).
- Fort Apache, The Bronx (1981).
- Six Pack (1982).
- The Dollmaker (1984).
- The Bay Boy (1984).
- Square Dance (1987).
- Rocket Gibraltar (1988).
- Cocoon: The Return (1988).
- My Name Is Bill W. (1989).
- Mark Twain y yo (1991).
- Lassie (1994).
- The Assistant (1998).
- Inherit the Wind (1999).
- Wild Iris (2001).